# Argentina Santos
Pour les articles homonymes, voir Santos (homonymie).
Argentina Santos, de son vrai nom Maria Argentina Pinto dos Santos (née le 3 février 1924 dans le quartier de Mouraria à Lisbonne et décédée le 18 novembre 2019 dans cette même ville), est une chanteuse de fado portugaise, spécialiste du fado menor.

## Biographie
Argentina Santos est la cadette de quatre enfants. À la mort de son père en 1926, la famille déménage pour s’installer dans le quartier d’Alfama. Elle grandit dans la pauvreté et ne termine pas son éducation primaire. Analphabète, elle apprend à lire et écrire beaucoup plus tard à l’âge adulte. Elle survit en exerçant des tâches subalternes : faire des ménages, travailler dans une poissonnerie. Avec son compagnon, elle ouvre en 1950 un petit établissement de restauration appelé Parreirinha de Alfama, qui devient un lieu où se retrouvent des interprètes de fado pour y manger et chanter. Des artistes comme Celeste Rodrigues ou Lucília do Carmo y commencent leur carrière.
Argentina Santos s’occupe de la cuisine de son établissement et se joint quelquefois aux artistes. Elle gagne un concours de chant improvisé, commence à se produire régulièrement dans son restaurant, et grave ses premiers disques (des 78 tours) pour la société Estoril en 1953. Elle enregistre plus tard avec le label Movieplay. Sa discographie reste limitée, en partie parce que son mari est opposé à sa carrière de fadiste.
Le grand public ne commence à la connaître que dans les années 1990, lorsque son admirateur, le fadiste Carlos do Carmo l’invite à se produire dans ses concerts et à le rejoindre dans des émissions télévisées.
Sa réputation s’établit et elle se produit au Brésil, en Grèce, en Écosse, en Angleterre, et en Italie. Elle tient à ne chanter que son propre répertoire, les seules exceptions étant le fado A Lágrima d’Amália Rodrigues et Lisboa Casta Princesa d’Ercília Costa.
Le 28 novembre 1999 se tient au Musée du Fado de Lisbonne une fête en son honneur au cours de laquelle de grands noms du fado lui rendent hommage. D'autres concerts en son honneur sont organisés, en 2000 et 2005. Cette  même année, la Fondation Amália Rodrigues attribue des prix pour la première fois. Argentina Santos reçoit le prix pour l'ensemble de sa carrière.

## Distinctions
En novembre 2017, Argentina Santos reçoit la distinction de commandeur de l'Ordre de l'Infant Dom Henri.